# Zebryna

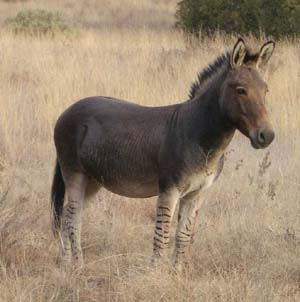
Zeedonk w południowej Afryce

Zebryna – rodzaj zebroida, międzygatunkowy mieszaniec będący potomkiem klaczy zebry i osła. Zebryny mają zmienną liczbę chromosomów, mogą występować chromosomy niesparowane. Osioł ma ich 62, zaś zebry zależnie od gatunku od 44 do 62.